# 三上富三郎
三上 富三郎（みかみ とみさぶろう、1913年11月6日 - 1995年7月2日）は、日本の経営学者。

## 経歴
1937年神戸商業大学を卒業し、同年松下電器産業に入社する。松下電器で経理部長・総務部長を務めた後、1949年に日本ゴム商業改善協会に勤務した。
1955年、明治大学商学部講師となる。助教授（1957年）を経て1961年に教授に就任。1963年「卸売および卸売業経営の研究」で明治大学より商学博士の学位を取得。1984年に定年を迎え、名誉教授となる。学者としては平井泰太郎に師事した。
恵泉裏道路対策協議会会長を務め、後年は道路行政に関して世田谷区を相手とした訴訟をおこなった。

## 著書
- 『商店販売術の近代化』東都書房 商業シリーズ　1957
- 『商品政策』同文館 1958
- 『企業診断』全国地方銀行協会 銀行叢書 1960
- 『経営診断と販売店管理』ダイヤモンド社　1960
- 『これからの商店経営』同文館 1960
- 『卸売業経営』同文館出版 1961
- 『ストック・コントロールの実際 新しい商品管理』中央経済社 1964
- 『営業の理論』ダイヤモンド社 1966
- 『ディーラー戦略』ダイヤモンド社 1966
- 『商業革新 その現状と動向』中央経済社 1967
- 『経営診断学』明好社 1970
- 『商店経営法 あなたの店は、もっと儲かる』光文社 カッパ・ビジネス　1972
- 『例解経営診断基礎講座 6 仕入・商品の管理と診断』同友館 1972
- 『現代企業診断全集 4 マーケティング診断』ビジネス教育出版社 1974
- 『現代マーケティングの理論』ダイヤモンド社 1974
- 『卸売業 経営と診断』東京教学社 1975
- 『商品知識』東京教学社 1977
- 『販売管理』泉文堂 1979
- 『ソーシャル・マーケティング 21世紀に向けての新しいマーケティング』同文館出版 1982
- 『販売管理練習帳 応用問題』同友館 1982
- 『現代経営診断論』同友館 1986
- 『現代商品知識』同友館 1990
- 『共生の経営診断 脱成長のパラダイム』同友館 1994

### 共編著
- 『販売革命 アメリカのマーケティングに学ぶ』編著 同文館出版 1962
- 『第三販売革命 問屋革新の方向』編著 同文館出版 1964
- 『現代経営計画講座 第9　製品流通計画』編　日刊工業新聞社 1965
- 『ボランタリー・チェーンの理論』編 商業界経営ライブラリー 1965
- 『ヨーロッパの販売革新』編著 同文館出版 1965
- 『経営実務双書』全6巻 畠山芳雄,宮坂保清共編 日本生産性本部 1968
- 『現代の流通論 二つのマーケティング』清水晶,北島忠男共編 同文館出版 1968
- 『小売業成長の動向 アメリカの小売革命』編著 同文館出版 1968
- 『コンサルタントのための商品知識』編著 同文館出版 1968
- 『流通近代化ハンドブック』宇野政雄共編 日刊工業新聞社 1970
- 『現代企業診断全集 12 企業診断ケース・スタディ』並木高矣共編著 ビジネス教育出版社 1971
- 『卸売業の経営戦略　1　成長への挑戦』編著　同文館出版 1974
- 『現代マーケティング入門』編著 実教出版 1976
- 『ビジネス演習』共著 同文館出版 1978
- 『流通戦略の新展開 消費者・社会との調整をめざして』刀根武晴、江田三喜男、須賀康夫共著 ダイヤモンド社 1979
- 『「行政暴力」と住民運動 ドキュメント』三上温子共著 同友館 1987
- 『新現代マーケティング入門』編著 実教出版 1989
- 『「住民いじめ」との闘い30年 続・行政暴力と住民運動』三上温子共著 同友館 1995

### 翻訳
- クリスティナ・ファロップ『ボランタリー・チェーンの運営と仕入』商業界 海外経営名著シリーズ 1966
- リード・モイヤー『マーケティングと社会』監訳 東京教学社 1973
- H.B.アクトン『競争市場のモラル』監訳 東京教学社 1974
- ケン・ピーティー『体系グリーンマーケティング』監訳 同友館 1993

## 論文
- <三上富三郎